# Septième district congressionnel de l'Ohio
Le 7e district congressionnel de l'Ohio est représenté par le Républicain Max Miller. Il est actuellement situé dans la partie nord-est de l'État, comprenant le sud et l'ouest du Comté de Cuyahoga, la totalité des comtés de Medina et Wayne et une partie du nord du Comté de Holmes.

## Historique de vote
| Année | Poste     | Résultats              |
| ----- | --------- | ---------------------- |
| 2000  | Président | Bush 56,0 % - 42,0 %   |
| 2004  | Président | Bush 57,0 % - 43,0 %   |
| 2008  | Président | McCain 50,9 % - 46,9 % |
| 2012  | Président | Romney 53,7 % - 44,2 % |
| 2016  | Président | Trump 62,5 % - 32,8 %  |
| 2020  | Président | Trump 65,0 % - 33,0 %  |

## Liste des Représentants du district
| Membre                          | Parti                            | Années                           | Congrès     | Histoire électorale |
| ------------------------------- | -------------------------------- | -------------------------------- | ----------- | --- |
| District établit le 4 mars 1823 |                                  |                                  |             | |
| Samuel Finley Vinton (en)       | Républicain-Démocrate Adams-Clay | 4 mars 1823 - 3 mars 1825        | 18e - 22e   | Élu en 1822. Réélu en 1824. Réélu en 1826. Réélu en 1828. Réélu en 1830. Redécoupage vers le 6e district. |
| Samuel Finley Vinton (en)       | Anti-Jacksonien                  | 4 mars 1825 - 3 mars 1833        | 18e - 22e   | Élu en 1822. Réélu en 1824. Réélu en 1826. Réélu en 1828. Réélu en 1830. Redécoupage vers le 6e district. |
| William Allen                   | Jacksonien (en)                  | 4 mars 1833 - 3 mars 1835        | 23e         | Élu en 1832. Perd sa réélection. |
| William K. Bond (en)            | Anti-Jacksonien                  | 4 mars 1835 - 3 mars 1837        | 24e - 26e   | Élu en 1834. Réélu en 1836. Réélu en 1838. Retrait. |
| William K. Bond (en)            | Whig                             | 4 mars 1837 - 3 mars 1841        | 24e - 26e   | Élu en 1834. Réélu en 1836. Réélu en 1838. Retrait. |
| William K. Bond (en)            | Whig                             | 4 mars 1841 - 3 mars 1843        | 27e         | Élu en 1840. |
| Joseph J. McDowell (en)         | Démocrate                        | 4 mars 1843 - 3 mars 1847        | 28e , 29e   | Élu en 1843. Réélu en 1844. |
| Jonathan D. Morris              | Démocrate                        | 4 mars 1843 - 3 mars 1847        | 30e , 31e   | Élu en 1846 après le décès du Représentant-élu Thomas L. Hamer, survenu avant le début de son mandat. Réélu en 1848.                                                                                                   |
| Nelson Barrere (en)             | Whig                             | 4 mars 1851 - 3 mars 1853        | 32e         | Élu en 1850. Perd sa réélection. |
| Aaron Harlan (en)               | Whig                             | 4 mars 1853 - 3 mars 1855        | 33e - 35e   | Élu en 1852. Réélu en 1854. Réélu en 1856. Perd sa réélection. |
| Aaron Harlan (en)               | Opposition Party (en)            | 4 mars 1855 - 3 mars 1857        | 33e - 35e   | Élu en 1852. Réélu en 1854. Réélu en 1856. Perd sa réélection. |
| Aaron Harlan (en)               | Républicain                      | 4 mars 1857 - 3 mars 1859        | 33e - 35e   | Élu en 1852. Réélu en 1854. Réélu en 1856. Perd sa réélection. |
| Thomas Corwin                   | Républicain                      | 4 mars 1859 - 12 mars 1861       | 36e , 37e   | Élu en 1858. Réélu en 1860. Démissionne pour devenir Ambassadeur des États-Unis au Mexique. |
| Vacant                          | Vacant                           | 12 mars 1861 - 4 juillet 1861    | 37e         | |
| Richard A. Harrison (en)        | Unioniste                        | 4 juillet 1861 - 3 mars 1863     | 37e         | Élu pour terminer le mandat de Corwin. |
| Samuel S. Cox (en)              | Démocrate                        | 4 mars 1863 - 3 mars 1865        | 38e         | Redécoupage depuis le 12e district et réélu en 1862. |
| Samuel Shellabarger (en)        | Républicain                      | 4 mars 1865 - 3 mars 1869        | 39e , 40e   | Élu en 1864. Réélu en 1866. |
| James J. Winans (en)            | Républicain                      | 4 mars 1869 - 3 mars 1871        | 41e         | Élu en 1868. |
| Samuel Shellabarger (en)        | Républicain                      | 4 mars 1871 - 3 mars 1873        | 42e         | Élu en 1870. |
| Lawrence T. Neal (en)           | Démocrate                        | 4 mars 1873 - 3 mars 1877        | 43e , 44e   | Élu en 1872. Réélu en 1874. |
| Henry L. Dickey (en)            | Démocrate                        | 4 mars 1877 - . mars 1879        | 45e         | Élu en 1876. Redécoupage vers le 11e district. |
| Frank H. Hurd (en)              | Démocrate                        | 4 mars 1879 - 3 mars 1881        | 46e         | Élu en 1878. |
| John P. Leedom (en)             | Démocrate                        | 4 mars 1881 - 3 mars 1883        | 47e         | Élu en 1880. |
| Henry Lee Morey (en)            | Républicain                      | 4 mars 1883 - 20 juin 1884       | 48e         | Perd la contestation de son élection. |
| James E. Campbell               | Démocrate                        | 20 juin 1884 - 3 mars 1885       | 48e         | Remporte la contestation de son élection. Redécoupage vers le 3e district. |
| George E. Seney (en)            | Démocrate                        | 4 mars 1885 - 3 mars 1887        | 49e         | Redécoupage depuis le 5e district et réélu en 1884. Redécoupage vers le 5e district; |
| James E. Campbell               | Démocrate                        | 4 mars 1887 - 3 mars 1889        | 50e         | Redécoupage depuis le 3e district et réélu en 1886. |
| Henry Lee Morey (en)            | Républicain                      | 4 mars 1889 - 3 mars 1891        | 51e         | Élu en 1888. |
| William E. Haynes (en)          | Démocrate                        | 4 mars 1891 - 3 mars 1893        | 52e         | Redécoupage depuis le 10e district et réélu en 1890. |
| George W. Wilson (en)           | Républicain                      | 4 mars 1893 - 3 mars 1897        | 53e , 54e   | Élu en 1892. Réélu en 1894. |
| Walter L. Weaver (en)           | Républicain                      | 4 mars 1897 - 3 mars 1901        | 55e , 56e   | Élu en 1896. Réélu en 1898. |
| Thomas B. Kyle (en)             | Républicain                      | 4 mars 1901 - 3 mars 1905        | 57e , 58e   | Élu en 1900. Réélu en 1902. |
| J. Warren Keifer                | Républicain                      | 4 mars 1905 - 3 mars 1911        | 59e - 61e   | Élu en 1904. Réélu en 1906. Réélu en 1908. |
| James D. Post (en)              | Démocrate                        | 4 mars 1911 - 3 mars 1915        | 62e , 63e   | Élu en 1910. Réélu en 1912. |
| Simeon D. Fess (en)             | Républicain                      | 4 mars 1915 - 3 mars 1923        | 64e - 67e   | Redécoupage depuis le 6e district et réélu en 1914. Réélu en 1916. Réélu en 1918. Réélu en 1920. Retrait pour se présenter comme Sénateur des États-Unis.                                                              |
| Charles Brand (en)              | Républicain                      | 4 mars 1923 - 3 mars 1933        | 68e - 72e   | Élu en 1922. Réélu en 1924. Réélu en 1926. Réélu en 1928. Réélu en 1930. Retrait. |
| Leroy T. Marshall (en)          | Républicain                      | 4 mars 1933 - 3 janvier 1937     | 73e , 74e   | Élu en 1932. Réélu en 1934. Perd sa réélection. |
| Arthur W. Aleshire (en)         | Démocrate                        | 3 janvier 1937 - 3 janvier 1939  | 75e         | Élu en 1936. Perd sa réélection. |
| Clarence J. Brown (en)          | Républicain                      | 3 janvier 1939 - 23 août 1965    | 76e - 89e   | Élu en 1938. Réélu en 1940. Réélu en 1942. Réélu en 1944. Réélu en 1946. Réélu en 1948. Réélu en 1950. Réélu en 1952. Réélu en 1954. Réélu en 1956. Réélu en 1958. Réélu en 1960. Réélu en 1962. Réélu en 1964. Décès. |
| Vacant                          | Vacant                           | 23 août 1965 - 2 novembre 1965   | 89e         | |
| Bud Brown (en)                  | Républicain                      | 2 novembre 1965 - 3 janvier 1983 | 89e - 97e   | Élu pour terminer le mandat de son père. Réélu en 1966. Réélu en 1968. Réélu en 1970. Réélu en 1972. Réélu en 1974. Réélu en 1976. Réélu en 1978. Réélu en 1980. Retrait pour se présenter comme Gouverneur.           |
| Mike DeWine                     | Républicain                      | 3 janvier 1983 - 3 janvier 1991  | 98e - 101e  | Élu en 1982. Réélu en 1984. Réélu en 1986. Réélu en 1988. Retrait pour se présenter comme Lieutenant Gouverneur de l'Ohio.                                                                                             |
| Dave Hobson (en)                | Républicain                      | 3 janvier 1991 - 3 janvier 2009  | 102e - 110e | Élu en 1990. Réélu en 1992. Réélu en 1994. Réélu en 1996. Réélu en 1998. Réélu en 2000. Réélu en 2002. Réélu en 2004. Réélu en 2006. Retrait.                                                                          |
| Steve Austria (en)              | Républicain                      | 3 janvier 2009 - 3 janvier 2013  | 111e , 112e | Élu en 2008. Réélu en 2010. Retrait. |
| Bob Gibbs                       | Républicain                      | 3 janvier 2013 - 3 janvier 2023  | 113e - 117e | Redécoupage depuis le 18e district et réélu en 2012. Réélu en 2014. Réélu en 2016. Réélu en 2018. Réélu en 2020. Retrait.                                                                                              |
| Max Miller                      | Républicain                      | 3 janvier 2023 - Présent         | 118e        | Élu en 2022. Réélu en 2024. |

## Résultats des récentes élections
Voici les résultats des dix précédents cycles électoraux dans le district.

## Frontières historiques du district

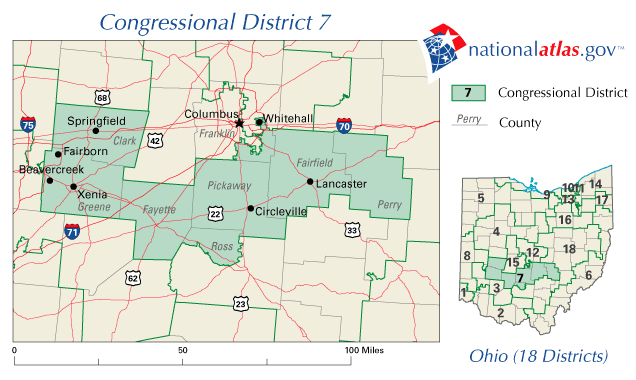
2003 - 2013

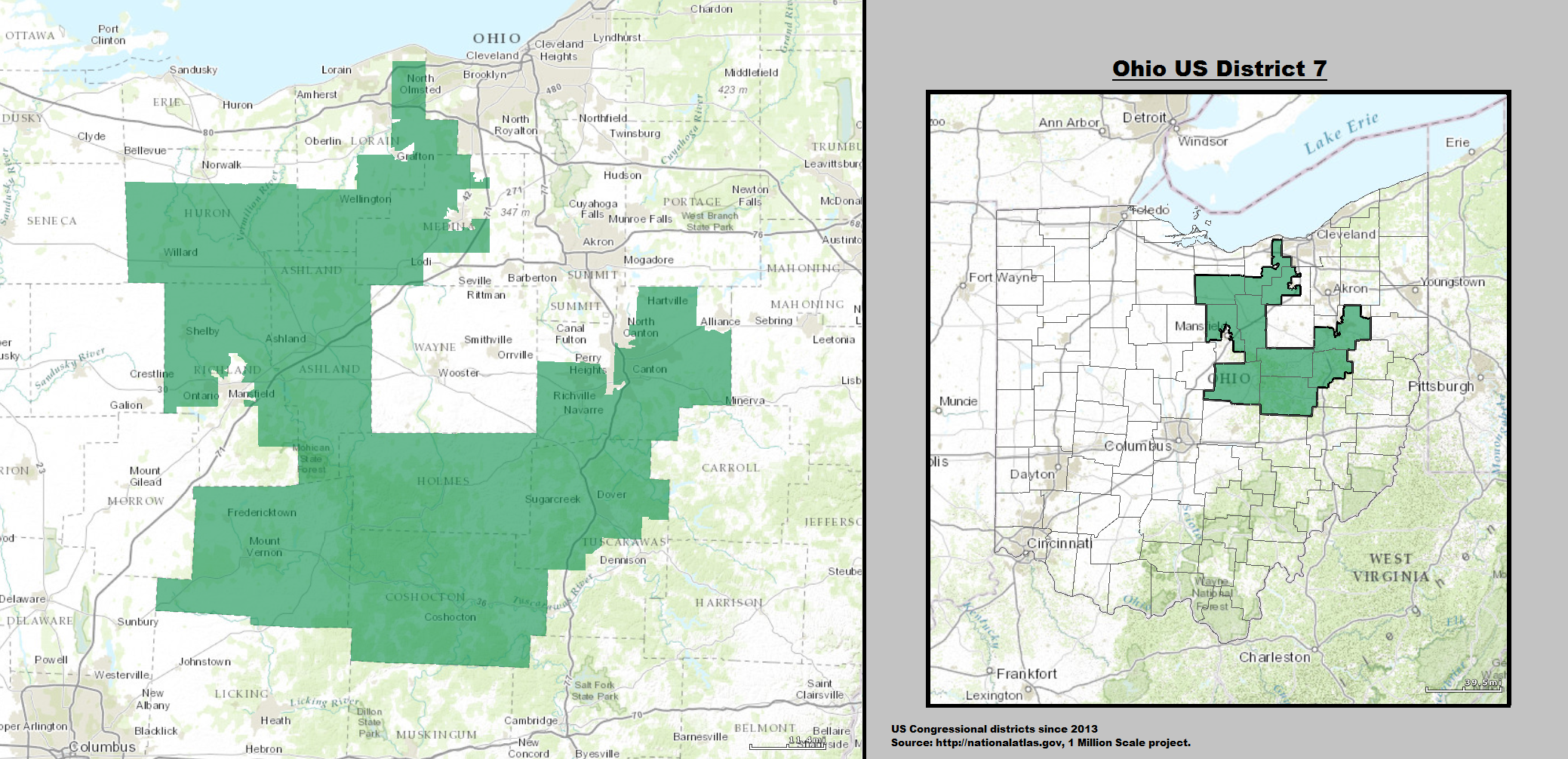
2013 - 2023

### 2004
| Élection de 2004 du 7e district congressionnel de l'Ohio | Élection de 2004 du 7e district congressionnel de l'Ohio | Élection de 2004 du 7e district congressionnel de l'Ohio | Élection de 2004 du 7e district congressionnel de l'Ohio | Élection de 2004 du 7e district congressionnel de l'Ohio |
| -------------------------------------------------------- | -------------------------------------------------------- | -------------------------------------------------------- | -------------------------------------------------------- | -------------------------------------------------------- |
| Parti                                                    | Parti                                                    | Candidat                                                 | Votes                                                    | %                                                        |
|                                                          | Républicain                                              | Dave Hobson (en) (sortant)                               | 186 534                                                  | 65,0                                                     |
|                                                          | Démocrate                                                | Kara Anastasio                                           | 100 617                                                  | 35,0                                                     |
| Total des votes                                          | Total des votes                                          | Total des votes                                          | 287 151                                                  | 100 %                                                    |
|                                                          | Les Républicains conservent                              |                                                          |                                                          |                                                          |

### 2006
| Élection de 2006 du 7e district congressionnel de l'Ohio | Élection de 2006 du 7e district congressionnel de l'Ohio | Élection de 2006 du 7e district congressionnel de l'Ohio | Élection de 2006 du 7e district congressionnel de l'Ohio | Élection de 2006 du 7e district congressionnel de l'Ohio |
| -------------------------------------------------------- | -------------------------------------------------------- | -------------------------------------------------------- | -------------------------------------------------------- | -------------------------------------------------------- |
| Parti                                                    | Parti                                                    | Candidat                                                 | Votes                                                    | %                                                        |
|                                                          | Républicain                                              | Dave Hobson (en) (sortant)                               | 137 899                                                  | 60,6                                                     |
|                                                          | Démocrate                                                | William R. Conner                                        | 89 579                                                   | 39,4                                                     |
| Total des votes                                          | Total des votes                                          | Total des votes                                          | 227 478                                                  | 100 %                                                    |
|                                                          | Les Républicains conservent                              |                                                          |                                                          |                                                          |

### 2008
| Élection de 2008 du 7e district congressionnel de l'Ohio | Élection de 2008 du 7e district congressionnel de l'Ohio | Élection de 2008 du 7e district congressionnel de l'Ohio | Élection de 2008 du 7e district congressionnel de l'Ohio | Élection de 2008 du 7e district congressionnel de l'Ohio |
| -------------------------------------------------------- | -------------------------------------------------------- | -------------------------------------------------------- | -------------------------------------------------------- | -------------------------------------------------------- |
| Parti                                                    | Parti                                                    | Candidat                                                 | Votes                                                    | %                                                        |
|                                                          | Républicain                                              | Steve Austria (en)                                       | 174 915                                                  | 58,2                                                     |
|                                                          | Démocrate                                                | Sharen Swartz Neuhardt                                   | 125 547                                                  | 41,8                                                     |
| Total des votes                                          | Total des votes                                          | Total des votes                                          | 300 462                                                  | 100 %                                                    |
|                                                          | Les Républicains conservent                              |                                                          |                                                          |                                                          |

### 2010
| Élection de 2010 du 7e district congressionnel de l'Ohio | Élection de 2010 du 7e district congressionnel de l'Ohio | Élection de 2010 du 7e district congressionnel de l'Ohio | Élection de 2010 du 7e district congressionnel de l'Ohio | Élection de 2010 du 7e district congressionnel de l'Ohio |
| -------------------------------------------------------- | -------------------------------------------------------- | -------------------------------------------------------- | -------------------------------------------------------- | -------------------------------------------------------- |
| Parti                                                    | Parti                                                    | Candidat                                                 | Votes                                                    | %                                                        |
|                                                          | Républicain                                              | Steve Austria (en) (sortant)                             | 135 721                                                  | 62,2                                                     |
|                                                          | Démocrate                                                | Bill Conner                                              | 70 400                                                   | 32,2                                                     |
|                                                          | Libertarien                                              | John D. Anderson                                         | 9 381                                                    | 4,3                                                      |
|                                                          | Constitution                                             | David W. Easton                                          | 2 811                                                    | 1,3                                                      |
| Total des votes                                          | Total des votes                                          | Total des votes                                          | 218 313                                                  | 100 %                                                    |
|                                                          | Les Républicains conservent                              |                                                          |                                                          |                                                          |

### 2012
| Élection de 2012 du 7e district congressionnel de l'Ohio | Élection de 2012 du 7e district congressionnel de l'Ohio | Élection de 2012 du 7e district congressionnel de l'Ohio | Élection de 2012 du 7e district congressionnel de l'Ohio | Élection de 2012 du 7e district congressionnel de l'Ohio |
| -------------------------------------------------------- | -------------------------------------------------------- | -------------------------------------------------------- | -------------------------------------------------------- | -------------------------------------------------------- |
| Parti                                                    | Parti                                                    | Candidat                                                 | Votes                                                    | %                                                        |
|                                                          | Républicain                                              | Bob Gibbs (sortant)                                      | 178 104                                                  | 56,4                                                     |
|                                                          | Démocrate                                                | Joyce Healy-Abrams                                       | 137 708                                                  | 43,6                                                     |
| Total des votes                                          | Total des votes                                          | Total des votes                                          | 315 812                                                  | 100 %                                                    |
|                                                          | Les Républicains conservent                              |                                                          |                                                          |                                                          |

### 2014
| Élection de 2014 du 7e district congressionnel de l'Ohio | Élection de 2014 du 7e district congressionnel de l'Ohio | Élection de 2014 du 7e district congressionnel de l'Ohio | Élection de 2014 du 7e district congressionnel de l'Ohio | Élection de 2014 du 7e district congressionnel de l'Ohio |
| -------------------------------------------------------- | -------------------------------------------------------- | -------------------------------------------------------- | -------------------------------------------------------- | -------------------------------------------------------- |
| Parti                                                    | Parti                                                    | Candidat                                                 | Votes                                                    | %                                                        |
|                                                          | Républicain                                              | Bob Gibbs (sortant)                                      | 143 959                                                  | 100                                                      |
|                                                          | Les Républicains conservent                              |                                                          |                                                          |                                                          |

### 2016
| Élection de 2016 du 7e district congressionnel de l'Ohio | Élection de 2016 du 7e district congressionnel de l'Ohio | Élection de 2016 du 7e district congressionnel de l'Ohio | Élection de 2016 du 7e district congressionnel de l'Ohio | Élection de 2016 du 7e district congressionnel de l'Ohio |
| -------------------------------------------------------- | -------------------------------------------------------- | -------------------------------------------------------- | -------------------------------------------------------- | -------------------------------------------------------- |
| Parti                                                    | Parti                                                    | Candidat                                                 | Votes                                                    | %                                                        |
|                                                          | Républicain                                              | Bob Gibbs (sortant)                                      | 198 221                                                  | 64,0                                                     |
|                                                          | Démocrate                                                | Roy Rich                                                 | 89 638                                                   | 29,0                                                     |
|                                                          | Indépendant                                              | Dan Phillip                                              | 21 694                                                   | 7,0                                                      |
| Total des votes                                          | Total des votes                                          | Total des votes                                          | 309 553                                                  | 100 %                                                    |
|                                                          | Les Républicains conservent                              |                                                          |                                                          |                                                          |

### 2018
| Élection de 2018 du 7e district congressionnel de l'Ohio | Élection de 2018 du 7e district congressionnel de l'Ohio | Élection de 2018 du 7e district congressionnel de l'Ohio | Élection de 2018 du 7e district congressionnel de l'Ohio | Élection de 2018 du 7e district congressionnel de l'Ohio |
| -------------------------------------------------------- | -------------------------------------------------------- | -------------------------------------------------------- | -------------------------------------------------------- | -------------------------------------------------------- |
| Parti                                                    | Parti                                                    | Candidat                                                 | Votes                                                    | %                                                        |
|                                                          | Républicain                                              | Bob Gibbs (sortant)                                      | 153 117                                                  | 58,7                                                     |
|                                                          | Démocrate                                                | Ken Harbaugh                                             | 107 536                                                  | 41,3                                                     |
| Total des votes                                          | Total des votes                                          | Total des votes                                          | 260 653                                                  | 100 %                                                    |
|                                                          | Les Républicains conservent                              |                                                          |                                                          |                                                          |

### 2020
| Élection de 2020 du 7e district congressionnel de l'Ohio | Élection de 2020 du 7e district congressionnel de l'Ohio | Élection de 2020 du 7e district congressionnel de l'Ohio | Élection de 2020 du 7e district congressionnel de l'Ohio | Élection de 2020 du 7e district congressionnel de l'Ohio |
| -------------------------------------------------------- | -------------------------------------------------------- | -------------------------------------------------------- | -------------------------------------------------------- | -------------------------------------------------------- |
| Parti                                                    | Parti                                                    | Candidat                                                 | Votes                                                    | %                                                        |
|                                                          | Républicain                                              | Bob Gibbs (sortant)                                      | 236 607                                                  | 67,5                                                     |
|                                                          | Démocrate                                                | Quentin Potter                                           | 102 271                                                  | 29,2                                                     |
|                                                          | Libertarien                                              | Brandon Lape                                             | 11 671                                                   | 3,3                                                      |
| Total des votes                                          | Total des votes                                          | Total des votes                                          | 350 549                                                  | 100 %                                                    |
|                                                          | Les Républicains conservent                              |                                                          |                                                          |                                                          |

### 2022
| Primaire Républicaine de 2022 du 7e district congressionnel de l'Ohio | Primaire Républicaine de 2022 du 7e district congressionnel de l'Ohio | Primaire Républicaine de 2022 du 7e district congressionnel de l'Ohio | Primaire Républicaine de 2022 du 7e district congressionnel de l'Ohio | Primaire Républicaine de 2022 du 7e district congressionnel de l'Ohio |
| --------------------------------------------------------------------- | --------------------------------------------------------------------- | --------------------------------------------------------------------- | --------------------------------------------------------------------- | --------------------------------------------------------------------- |
| Parti                                                                 | Parti                                                                 | Candidat                                                              | Votes                                                                 | %                                                                     |
|                                                                       | Républicain                                                           | Max Miller                                                            | 43 158                                                                | 71,8                                                                  |
|                                                                       | Républicain                                                           | Jonah Schulz                                                          | 8 325                                                                 | 13,9                                                                  |
|                                                                       | Républicain                                                           | Charlie Gaddis                                                        | 5 581                                                                 | 9,3                                                                   |
|                                                                       | Républicain                                                           | Anthony Leon Alexander                                                | 3 033                                                                 | 5,0                                                                   |

| Primaire Démocrate de 2022 du 7e district congressionnel de l'Ohio | Primaire Démocrate de 2022 du 7e district congressionnel de l'Ohio | Primaire Démocrate de 2022 du 7e district congressionnel de l'Ohio | Primaire Démocrate de 2022 du 7e district congressionnel de l'Ohio | Primaire Démocrate de 2022 du 7e district congressionnel de l'Ohio |
| ------------------------------------------------------------------ | ------------------------------------------------------------------ | ------------------------------------------------------------------ | ------------------------------------------------------------------ | ------------------------------------------------------------------ |
| Parti                                                              | Parti                                                              | Candidat                                                           | Votes                                                              | %                                                                  |
|                                                                    | Démocrate                                                          | Matthew Diemer                                                     | 12 636                                                             | 62,7                                                               |
|                                                                    | Démocrate                                                          | Tristan Rader (retrait non officiel)                               | 7 507                                                              | 37,3                                                               |

| Élection de 2020 du 7e district congressionnel de l'Ohio | Élection de 2020 du 7e district congressionnel de l'Ohio | Élection de 2020 du 7e district congressionnel de l'Ohio | Élection de 2020 du 7e district congressionnel de l'Ohio | Élection de 2020 du 7e district congressionnel de l'Ohio |
| -------------------------------------------------------- | -------------------------------------------------------- | -------------------------------------------------------- | -------------------------------------------------------- | -------------------------------------------------------- |
| Parti                                                    | Parti                                                    | Candidat                                                 | Votes                                                    | %                                                        |
|                                                          | Républicain                                              | Max Miller                                               | 168 002                                                  | 55,3                                                     |
|                                                          | Démocrate                                                | Matthew Diemer                                           | 135 485                                                  | 44,6                                                     |
|                                                          | Indépendant                                              | Vince Licursi (write-in)                                 | 51                                                       | 0,0                                                      |
|                                                          | Indépendant                                              | Brian Kenderes (write-in)                                | 35                                                       | 0,0                                                      |
|                                                          | Write-In                                                 | Write-In                                                 | 10                                                       | 0,0                                                      |
| Total des votes                                          | Total des votes                                          | Total des votes                                          | 303 583                                                  | 100 %                                                    |
|                                                          | Les Républicains conservent                              |                                                          |                                                          |                                                          |

### 2024
| Primaire Républicaine de 2022 du 7e district congressionnel de l'Ohio | Primaire Républicaine de 2022 du 7e district congressionnel de l'Ohio | Primaire Républicaine de 2022 du 7e district congressionnel de l'Ohio | Primaire Républicaine de 2022 du 7e district congressionnel de l'Ohio | Primaire Républicaine de 2022 du 7e district congressionnel de l'Ohio |
| --------------------------------------------------------------------- | --------------------------------------------------------------------- | --------------------------------------------------------------------- | --------------------------------------------------------------------- | --------------------------------------------------------------------- |
| Parti                                                                 | Parti                                                                 | Candidat                                                              | Votes                                                                 | %                                                                     |
|                                                                       | Républicain                                                           | Max Miller (sortant)                                                  | 62 075                                                                | 100 %                                                                 |

| Primaire Démocrate de 2022 du 7e district congressionnel de l'Ohio | Primaire Démocrate de 2022 du 7e district congressionnel de l'Ohio | Primaire Démocrate de 2022 du 7e district congressionnel de l'Ohio | Primaire Démocrate de 2022 du 7e district congressionnel de l'Ohio | Primaire Démocrate de 2022 du 7e district congressionnel de l'Ohio |
| ------------------------------------------------------------------ | ------------------------------------------------------------------ | ------------------------------------------------------------------ | ------------------------------------------------------------------ | ------------------------------------------------------------------ |
| Parti                                                              | Parti                                                              | Candidat                                                           | Votes                                                              | %                                                                  |
|                                                                    | Démocrate                                                          | Matthew Diemer                                                     | 33 765                                                             | 81,7                                                               |
|                                                                    | Démocrate                                                          | Doug Bugie                                                         | 7 540                                                              | 18,3                                                               |

| Élection de 2020 du 7e district congressionnel de l'Ohio | Élection de 2020 du 7e district congressionnel de l'Ohio | Élection de 2020 du 7e district congressionnel de l'Ohio | Élection de 2020 du 7e district congressionnel de l'Ohio | Élection de 2020 du 7e district congressionnel de l'Ohio |
| -------------------------------------------------------- | -------------------------------------------------------- | -------------------------------------------------------- | -------------------------------------------------------- | -------------------------------------------------------- |
| Parti                                                    | Parti                                                    | Candidat                                                 | Votes                                                    | %                                                        |
|                                                          | Républicain                                              | Max Miller (sortant)                                     | 204 494                                                  | 51,08                                                    |
|                                                          | Démocrate                                                | Matthew Diemer                                           | 144 613                                                  | 36,12                                                    |
|                                                          | Indépendant                                              | Dennis Kucinich                                          | 51 264                                                   | 12,80                                                    |
| Total des votes                                          | Total des votes                                          | Total des votes                                          | 400 371                                                  | 100 %                                                    |
|                                                          | Les Républicains conservent                              |                                                          |                                                          |                                                          |